# Mégas Gialós
Mégas Gialós (grec moderne : Μέγας Γιαλός) est une localité située dans le dème de Sýros-Ermoúpoli, dans le district régional de Sýros, dans la périphérie d'Égée-Méridionale, en Grèce.
Selon le recensement de 2021, elle compte 87 habitants.